# 加林鎮區 (密歇根州)
加林鎮區（英語：Galien Township）是位於美國密歇根州貝林縣的一個行政鎮區。

## 地方資料
加林鎮區的面積為57.10平方千米，當中陸地面積為56.90平方千米，而水域面積為0.20平方千米。根據2020年美國人口普查的數據，當地共有人口1412人，而人口密度為每平方千米24.73人。